# Coo
Pour les articles homonymes, voir Coo.
Coo est un village de la commune belge de Stavelot située en Région wallonne dans la province de Liège. Situé sur les rives et dans un ancien méandre de l’Amblève, il fait partie de l'Ardenne belge.

## Particularité
Coo est constitué de trois hameaux : Petit-Coo, Grand-Coo et Biester. L’église Saint-André se trouve à mi-chemin entre Petit-Coo et Grand-Coo.

## Curiosités et tourisme
- Les cascades de Coo, les plus importantes chutes d’eau de Belgique[réf. nécessaire].
- Deux barrages fermant le méandre de l’Amblève et le lac de Coo.
- La centrale hydro-électrique de Coo-Trois-Ponts.
- De nombreux restaurants et campings à Petit-Coo (proches des cascades).

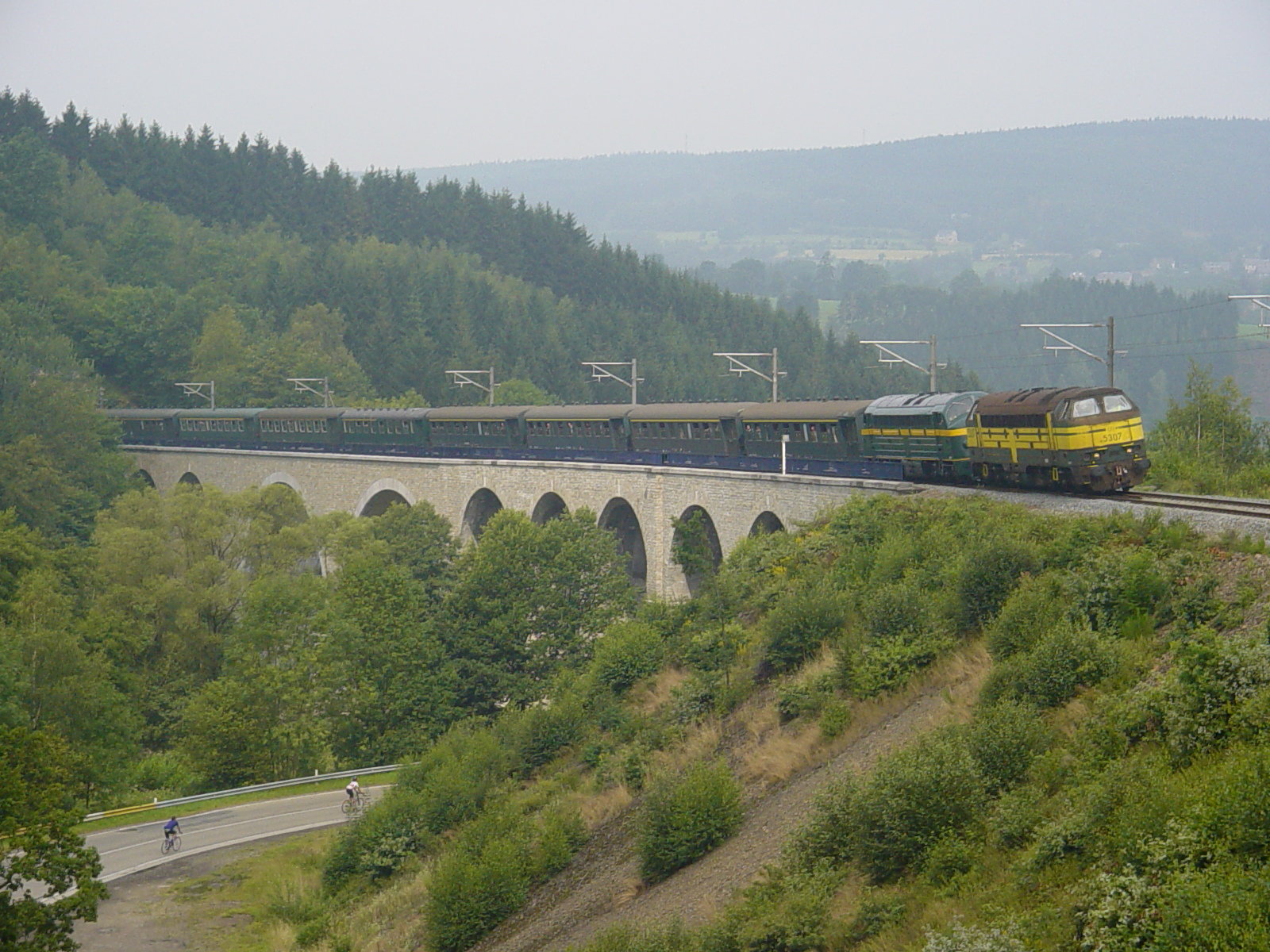
Viaduc de Coo (vallée de l'Amblève), situé en réalité sur la commune de Stoumont.

- Le parc d’attraction Plopsa Coo.